# Jean Verjus
Jean Verjus (* um 1630; † 1663 in Paris) war ein französischer Geistlicher und Prediger.

## Leben
Jean Verjus war ein Bruder des Diplomaten Louis Verjus de Crécy und des Bischofs François Verjus von Grasse. Ein weiterer Bruder, Antoine Verjus (1632–1706), war ein bekannter Jesuit.
Verjus studierte am Collège de Navarre und wurde 1656 an der Sorbonne zum Doktor der Theologie promoviert. Er war Rat und Almosenier des Königs und ein gefragter Prediger.
Er starb 1663 im 33. Lebensjahr und wurde nach Launoy in der Kirche St-Paul in Paris bestattet.
Er hinterließ Panegyriken der Heiligen in französischer Sprache, postum herausgegeben von seinem Bruder Antoine und gewidmet dem Kardinal Retz.

## Werke
- Panegyriques de Monsieur Verjus. Paris: chez François Muguet, 1664